# Sorvilier
Sorvilier (hist. Surbelen) – gmina (niem. Einwohnergemeinde) w północno-zachodniej Szwajcarii, w kantonie Berno, w regionie administracyjnym Berner Jura, w okręgu Berner Jura. 31 grudnia 2020 roku liczyła 283 mieszkańców. 

## Demografia
Według danych z 2000 r. 90,4% mieszkańców gminy była francuskojęzyczna, 7% niemieckojęzyczna, a 1,1% albańskojęzyczna. Na dzień 31 grudnia 2020 obcokrajowcy stanowili 13,8% ogółu mieszkańców.

## Transport
Przez teren gminy przebiega autostrada A16 oraz drogi główne nr 6 i nr 30.